# 1556 Вінґольфія
1556 Вінґольфія (1556 Wingolfia) — астероїд головного поясу, відкритий 14 січня 1942 року.
Тіссеранів параметр щодо Юпітера — 3,072.